# Марина (Калифорнија)
Марина (енгл. Marina) град је у америчкој савезној држави Калифорнија. По попису становништва из 2010. у њему је живело 19.718 становника.

## Демографија
Према попису становништва из 2010. у граду је живело 19.718 становника, што је 5.383 (21,4%) становника мање него 2000. године.
| Група             | 2000.         | 2010.         |
| Белци             | 9.500 (37,8%) | 7.112 (36,1%) |
| Афроамериканци    | 3.600 (14,3%) | 1.487 (7,5%)  |
| Азијати           | 4.084 (16,3%) | 3.931 (19,9%) |
| Хиспаноамериканци | 5.822 (23,2%) | 5.372 (27,2%) |
| Укупно            | 25.101        | 19.718        |